# Willa Fitzgerald

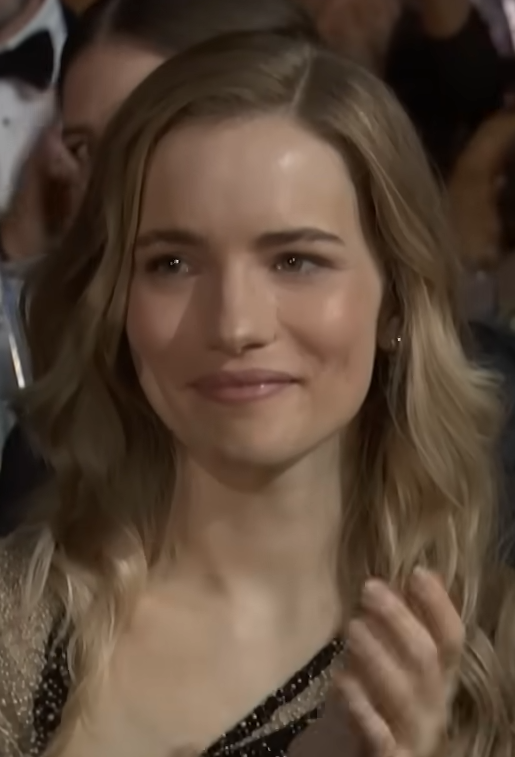
Willa Fitzgerald bei den Critics’ Choice Movie Awards 2024

Willa Fitzgerald (* 17. Januar 1991 in Nashville, Tennessee) ist eine US-amerikanische Schauspielerin.

## Leben und Karriere
Willa Fitzgerald schloss 2013 die Yale School of Drama der Yale University mit einem Bachelor of Arts ab.
Fitzgerald spielte von 2013 bis 2014 die Rolle der Lola Laffer, Tochter von Senator Louis Laffer, dargestellt von Matt Malloy, in der Amazon-Serie Alpha House. Es folgten Gastauftritte in Serien, wie Blue Bloods – Crime Scene New York, The Following und Gotham. 2014 übernahm sie als Emma Miller eine wiederkehrende Nebenrolle in der sechsten Staffel der Dramedy Royal Pains. Von 2015 bis 2016 spielte sie die Hauptrolle der Emma Duval in der MTV-Serie Scream, die auf der gleichnamigen Horrorfilm-Reihe von Wes Craven basiert. 2022 spielte sie eine tragende Nebenrolle als Polizistin Roscoe Conklin in der Serie Reacher.

## Filmografie (Auswahl)
- 2008: For the Love of a Dog
- 2012: Food of Love (Kurzfilm)
- 2013: Two Cheeseburgers: Part 3 (Kurzfilm)
- 2013–2014: Alpha House (Fernsehserie, 12 Episoden)
- 2014: Blue Bloods – Crime Scene New York (Blue Bloods, Fernsehserie, Episode 4x12)
- 2014: The Following (Fernsehserie, Episode 2x12)
- 2014: Royal Pains (Fernsehserie, 13 Episoden)
- 2015: Gotham (Fernsehserie, Episode 1x19)
- 2015–2016: Scream (Fernsehserie, 23 Episoden)
- 2016: Relationship Status (Fernsehserie, 2 Episoden)
- 2017: Bull (Fernsehserie, Episode 1x11)
- 2017: Freak Show
- 2017: Blood Money
- 2017: Little Women (TV-Miniserie, 3 Episoden)
- 2018: Beach House
- 2018: House of Cards (Fernsehserie, Episoden 6x07–6x08)
- 2019: Law & Order: Special Victims Unit (Fernsehserie, Episode 20x11)
- 2019: Younger (Fernsehserie, 2 Episoden)
- 2019: Der Distelfink (The Goldfinch)
- 2019: Dolly Partons Herzensgeschichten (Dolly Parton’s Heartstrings, Episode 1x07)
- 2019–2020: Dare Me (Fernsehserie, 10 Episoden)
- 2020: Acting for a Cause (Fernsehserie, Episode 1x03)
- 2020: Day by Day (Fernsehserie, Episode 1x06)
- 2020: Billions (Fernsehserie, Episode 5x07)
- 2021: 18 1/2 (18½)
- 2022: Reacher (Fernsehserie, 8 Episoden)
- 2022: Pfad der Vergeltung (Savage Salvation)
- 2023: Wildcat
- 2023: Desperation Road
- 2023: Strange Darling
- 2023: Der Untergang des Hauses Usher (The Fall of the House of Usher, Fernsehserie, 8 Episoden)
- 2024: Joe Baby
- 2024: The Negotiator (Relay)
- 2025: Alarum
- 2025: Pulse (Fernsehserie, 10 Folgen)